# Phare de Dunnet Head
Le phare de Dunnet Head (en gaélique écossais : Ceann Dùnaid) est un phare qui se trouve sur le promontoire de Dunnet Head proche de Brough et à 18 km du village de John o' Groats (Caithness), dans le comté des Highland au nord de l'Écosse.
Ce phare est géré par le Northern Lighthouse Board (NLB) à Édimbourg,l'organisation de l'aide maritime des côtes de l'Écosse.
Il est maintenant protégé en tant que monument classé du Royaume-Uni de catégorie B.

## Histoire

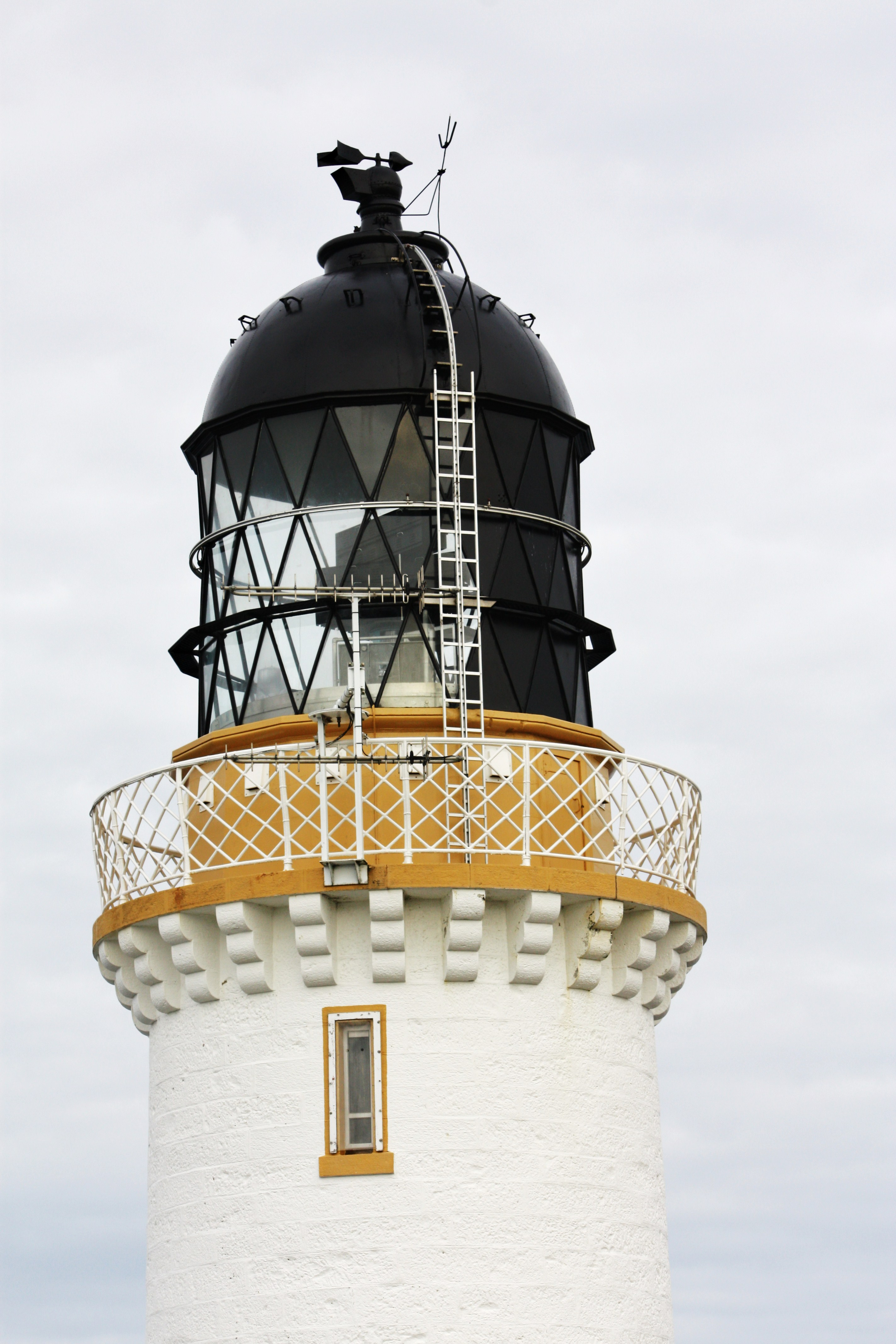
galerie et lanterne

Le phare a été construit pat l'ingénieur écossais Robert Stevenson, grand-père de l'écrivain Robert Louis Stevenson, en 1831. Ce phare marque le point le plus au nord du continent de la Grande-Bretagne à l'entrée occidentale de l'estuaire de Pentland Firth, le détroit entre les Orcades (en anglais Orkney Islands) et le continent. La station se compose d'une tour ronde en maçonnerie blanche de 20 m de haut, avec une petite galerie ocre et une lanterne noire, la maison de gardien et de nombreux bâtiments annexes, dont la tourelle carrée de la corne de brume mise en service en 1952 et désactivée en 1987. La corne est toujours en place.
Le site est accessible par une route en provenance du village de Brough. Il y a un parking et la station est visible de l'extérieur du mur d'enceinte.

### Lien connexe
- Liste des phares en Écosse